# Marwitz (Adelsgeschlecht)

Wappen derer von der Marwitz

Marwitz ist der Name eines der ältesten brandenburgischen Adelsgeschlechter. Die Herren von der Marwitz gehören zum neumärkischen Uradel. Zweige der Familie bestehen bis heute.

## Geschichte

### Herkunft
Erstmals urkundlich erwähnt wird das Geschlecht im Jahre 1259 mit Theodoricus de Marwiz. Nach Kneschke erscheinen am 30. Mai 1298 Zabellus et Henningius de Marwitz als Zeugen in einem Stiftungsbrief des Doms zu Soldin von dem Askanier Albrecht von Brandenburg. Der namensgebende Stammsitz Marwitz in der Neumark (heute Marwice in Polen) liegt nahe Landsberg an der Warthe und war schon seit 1289 im Besitz der Familie. und verblieb ihr bis 1747. Henning von der Marwitz wurde 1336 mit Anteilen an Sellin belehnt. Das Gut Sellin blieb bis 1765 im Familienbesitz.

### Ausbreitung und Linien
Conrad von der Marwitz bezeugte 1403, nachdem der spätere Kaiser Sigismund die Neumark dem Deutschen Orden und seinem Hochmeister Konrad von Jungingen verpfändete, dass die ganze Neumark dem Deutschen Orden gehuldigt habe. Sehr wahrscheinlich gehörte auch Alexander (auch Zander) von Marwitz zur Familie. Er war Landvogt der Neumark für den Orden und bestätigte 1420 denen von Sydow ihr Lehen über Fürstenfelde. Otto von der Marwitz war 1466 einer der Mitunterzeichner des Vertrags von Soldin. Kurfürst Friedrich II. von Brandenburg bestätigte ihm das Dorf Sellin zum Leibgedinge seiner dritten Tochter, das über 300 Jahre im Familienbesitz verblieb.
Im 15. und 16. Jahrhundert gehörte die Familie zu den „schlossgesessenen“ Geschlechtern. Anfang des 16. Jahrhunderts lebte Peter von der Marwitz auf Grünrade (heute Grzymiradz), Bärfelde (heute Smolnica) und Sellin. Er nahm den protestantischen Glauben an und hatte schon 1529 einen eigenen lutherischen Hauskaplan. Er war der Stammvater der Linien zu Friedersdorf, Sellin, Bärfelde sowie Leine/Pommern. Leine wurde von seinem Sohn Moritz erworben, dessen Nachkommen noch 200 Jahre später dort saßen. Die Linie zu Marwitz, begründet von Wulf Joachim Asmus von der Marwitz auf Marwitz und Grabow, ist später erloschen.

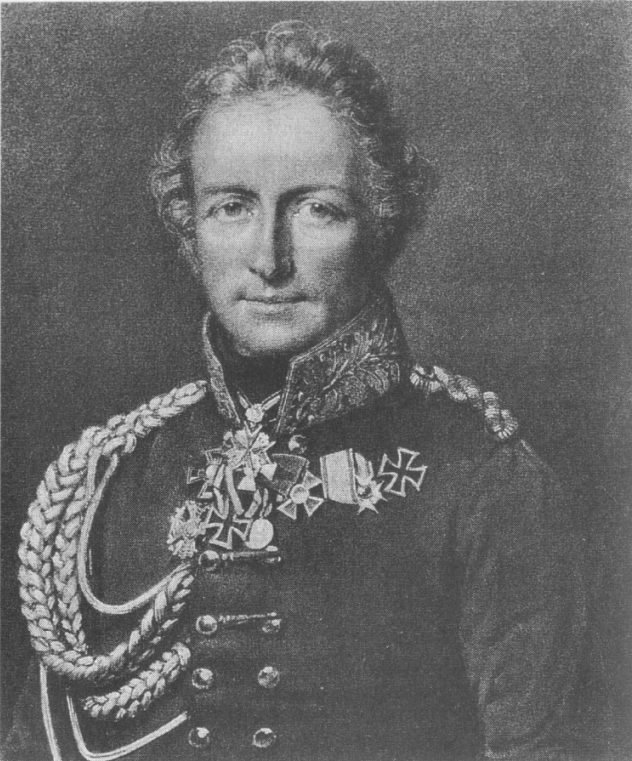
Friedrich August Ludwig von der Marwitz (1777–1837) auf Friedersdorf, Generalleutnant und Landtagsmarschall

Das Haus Friedersdorf gründete Georg von der Marwitz († 1678), Herr auf Dölzig und kurbrandenburgischer Oberst. Sein Sohn Hans Georg († 1704), Herr auf Groß- und Klein-Rietz, Friedersdorf, Kienitz, Birkholz und Rassmannsdorf, wurde fürstlich anhalt-zerbster Geheimrat, Kammerpräsident und Hofmarschall. Er beauftragte den Bau von Schloss Groß Rietz (1693 bis 1700). Seine Enkel spielten im 18. Jahrhundert in der friederizianischen Armee eine Rolle: Der Älteste, Generalmajor Johann Friedrich Adolf von der Marwitz, Herr auf Friedersdorf, fiel bei Friedrich II. in Ungnade, weil er sich weigerte, das eroberte kurfürstlich sächsische Jagdschloss Hubertusburg plündern zu lassen, er wird deshalb auch als „Hubertusburg-Marwitz“ bezeichnet; sein Bruder, der Generalleutnant Gustav Ludwig von der Marwitz ist als „Hochkirch-Marwitz“ bekannt; der Jüngste, Behrendt Friedrich August von der Marwitz wurde später Hofmarschall unter Friedrich Wilhelm II. Behrendt Friedrich Augusts zweiter Sohn, Friedrich August Ludwig von der Marwitz (1777–1837), Herr auf Friedersdorf, kämpfte als Oberst gegen Napoleon I. und schied 1827 als Generalleutnant aus. Er war Landtagsmarschall des brandenburgischen Provinziallandtags und erlangte Bekanntheit als vehementer Gegner der Stein-Hardenberg-Reformen.
Fontane hat in seinen Wanderungen durch die Mark Brandenburg über Schloss Friedersdorf und die Familie Marwitz geschrieben. Sein dort enthaltener Aufsatz über das Brüderpaar Friedrich August Ludwig von der Marwitz und Alexander von der Marwitz beschwor den „alten preußischen Geist“. Fontane inspirierten auch die Epitaphien der Familie in der Dorfkirche Friedersdorf, dem «Sans pareil unter den märkischen Kirchen», und er verhalf der Grabinschrift zu großem Ruhm, die Friedrich August Ludwig für seinen Onkel Johann Friedrich Adolf, den „Hubertusburg-Marwitz“, verfasst hat: „...wählte Ungnade wo Gehorsam nicht Ehre brachte“. Sie wurde später zur heimlichen Losung für den Widerstand gegen den Nationalsozialismus. Durch die Marwitze und Fontane wurde Friedersdorf zur „geweihten Domäne dessen, was wir im höchsten Sinne unter «preußisch» zu verstehen haben“ (Udo von Alvensleben).
Balzar von der Marwitz, kurbrandenburgischer Oberst, war der Begründer des Hauses Sellin. Einer seiner Nachkommen war der kurbrandenburgische Generalleutnant Curt Hildebrand von der Marwitz, er wurde 1690 Gouverneur von Küstrin. Aus seiner Ehe mit Luise, der Tochter des Generalfeldmarschalls Georg von Derfflinger, gingen vier Söhne und zwei Töchter hervor. Sohn Heinrich Karl von der Marwitz starb 1744 als königlich-preußischer General der Infanterie. Er erhielt am 27. Dezember 1713 zu Berlin das preußische Indigenat.
Zahlreiche weitere Angehörige der Familie erhielten hohe Ämter in kurbrandenburgischen bzw. königlich-preußischen Hof-, Staats- und Militärdiensten. Noch 1806 dienten 17 von der Marwitz in der preußischen Armee.
Am 22. März 1889 wurde ein Familienverband gegründet.

### Besitzungen
In neuerer Zeit besaß das Geschlecht in Pommern die Güter Wendisch Pribbernow und Ritzkow im Landkreis Greifenberg, Klein Nossin und Wundichow im Landkreis Stolp sowie Schwessin im Landkreis Rummelsburg. In Schlesien waren Angehörige zu Frankenthal im Landkreis Neumarkt und in Westpreußen zu Mzanno im Landkreis Schwetz besitzlich. Im mittelbaren Umfeld von Berlin lebten mindestens zwei Generationen auf Gut Diedersdorf.
In der Neumark waren Berkenbrügge und Kölpin im Landkreis Arnswalde und Friedersdorf (als Fideikommiss) im Landkreis Lebus im Besitz oder Teilbesitz der Familie. Im Kreis Königsberg/Neumark war das Gut in Hohenlübbichow etwa 90 Jahre im Besitz der Familie. Das neumärkische Schloss Gleißen befand sich im 17. und wieder im 19. Jahrhundert im Besitz der Marwitz. Friedersdorf erwarb 1682 Hans Georg von der Marwitz durch Heirat mit einer von Görtzke, es blieb sodann bis 1945 im Familienbesitz, ebenso das später im Erbgang hinzugekommene Gut Groß Kreutz (Havel) und Gut Hackenhausen (Gemeinde Planebruch). Letzter Eigentümer bis zur Bodenreform war hier als Erbe seiner beiden Brüder Bodo von der Marwitz (1893–1982), Ordenswerkmeister, Ordenskanzler und Ehrenkommendator des Johanniterordens. Das ab 1693 erbaute Schloss Groß Rietz wurde 1790 verkauft, kam aber 1861 im Erbgang an die Familie von der Marwitz zurück, die es dann bis zur Enteignung 1945 hielt, zuletzt durch Georg Alexander von der Marwitz (1897–1945).
Hans-Georg von der Marwitz (* 1961) kaufte nach 1990 das Gut Friedersdorf sukzessive zurück. Auch das Gutshaus Groß Kreutz wurde von Enkeln des letzten Besitzers zurückerworben.

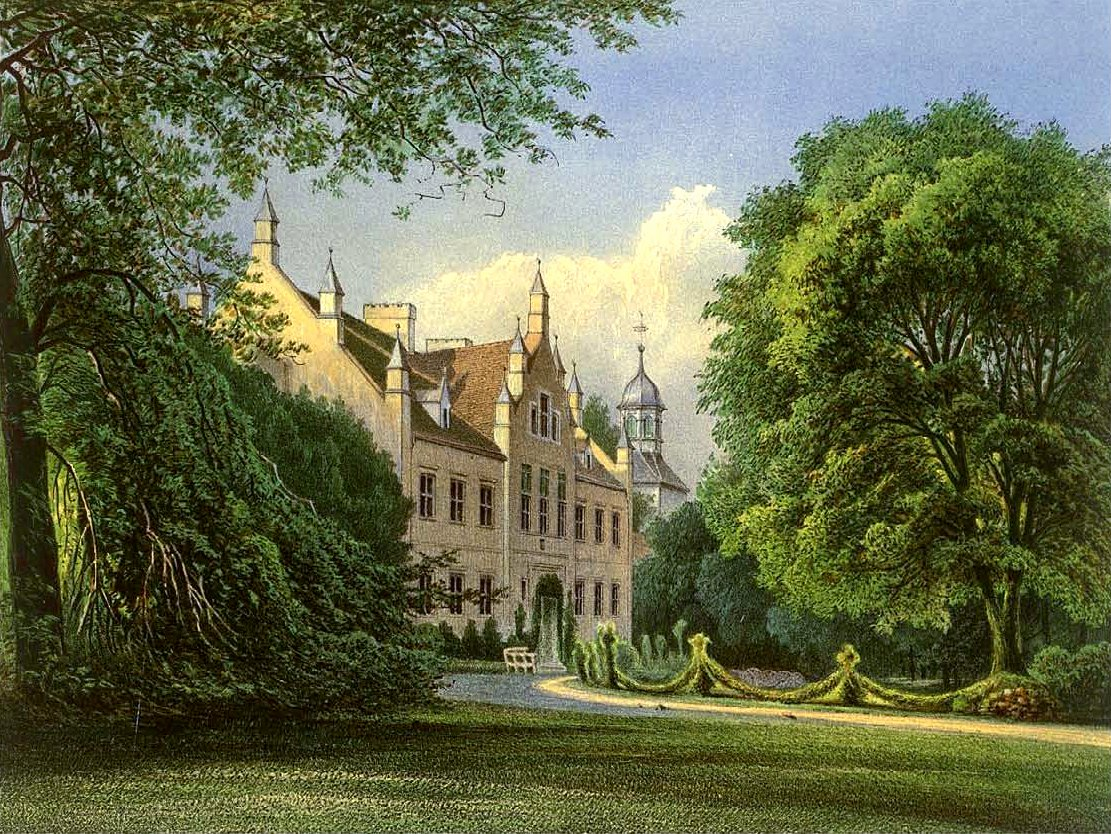
Schloss Friedersdorf
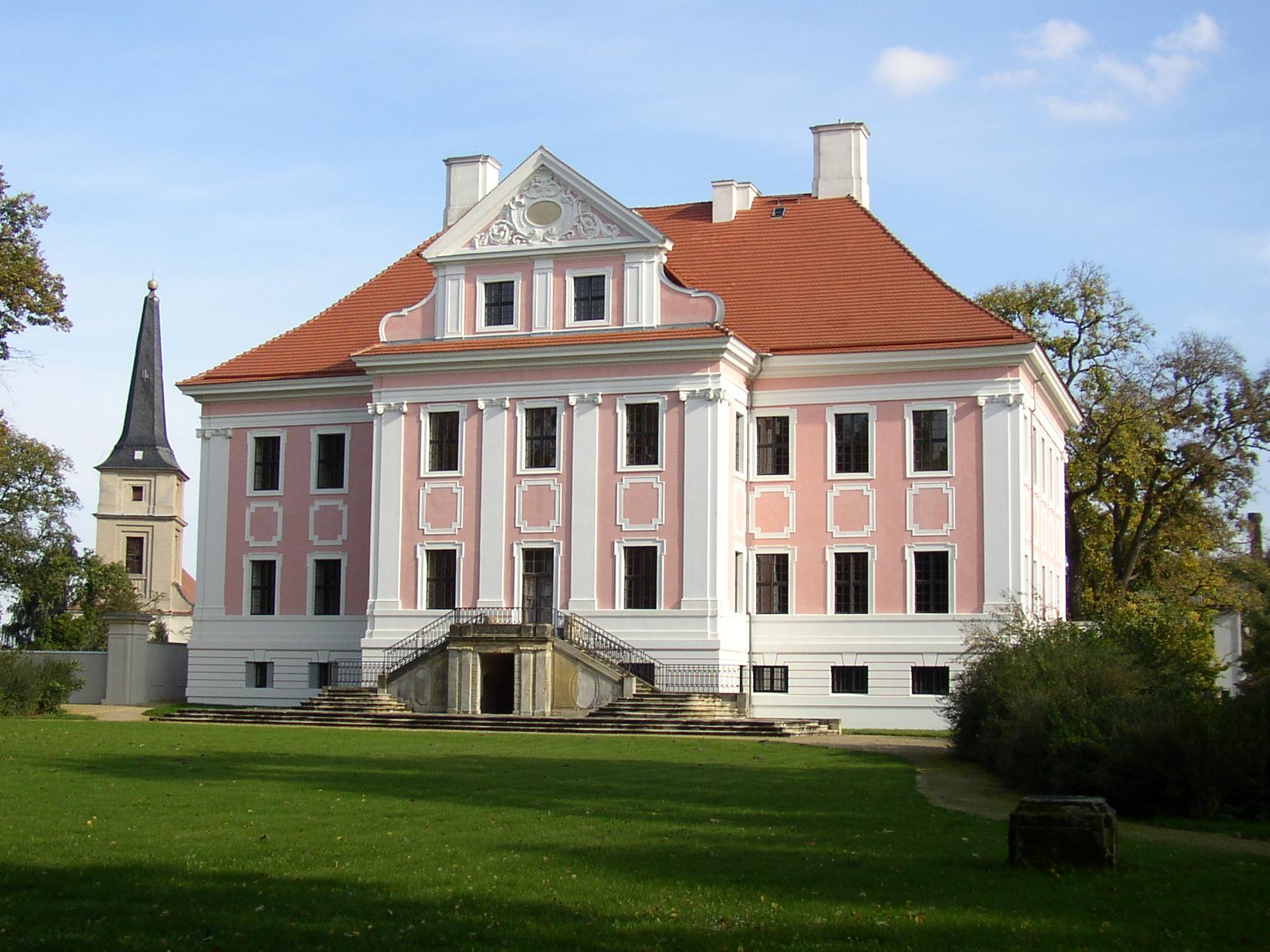
Schloss Groß Rietz
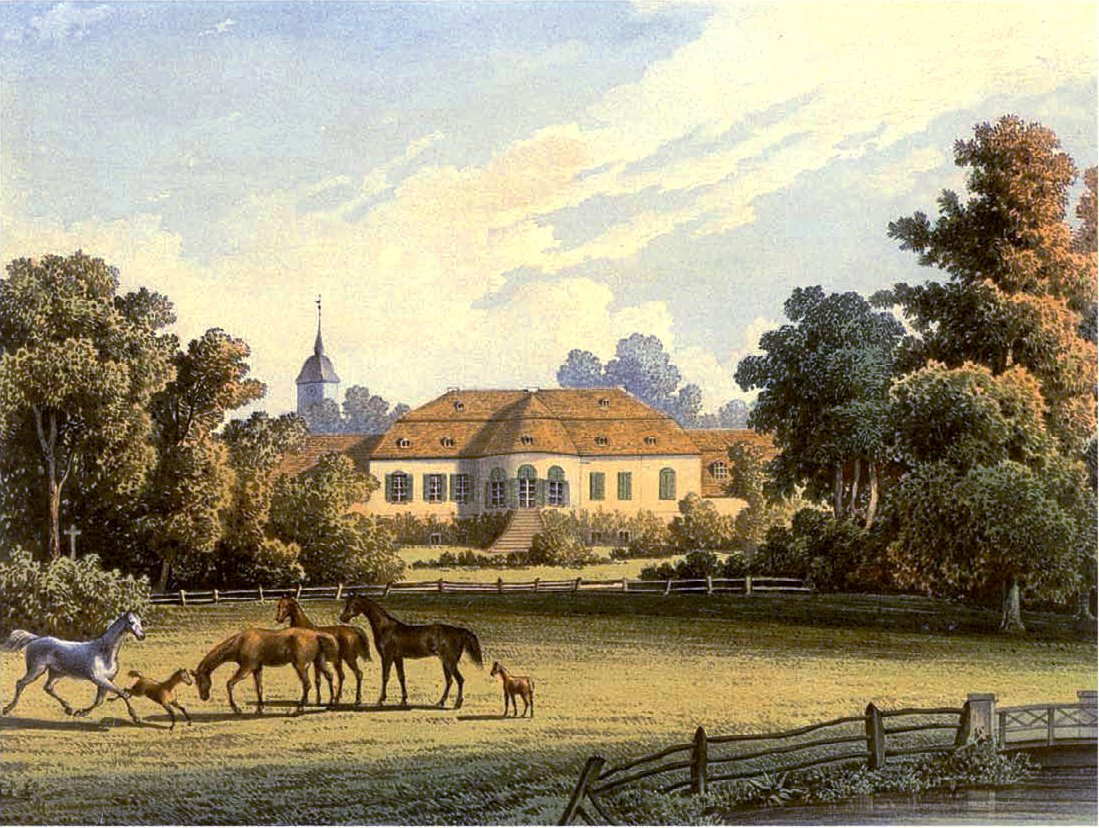
Gut Groß Kreutz

### Briefadelige Zweige
Eine Verwandtschaft besteht zu zwei briefadligen Zweigen, die von Gottlieb Felix Ludwig von der Marwitz und Gustav Karl von der Marwitz begründet wurden. Gottlieb Felix Ludwig von der Marwitz war der natürliche Sohn des königlich preußischen Generalmajors Otto von der Marwitz aus dem Haus Diedersdorf und der Wilhelmine Gebler, der am 24. Mai 1790 zu Berlin eine preußische Adelslegitimation unter Beilegung des väterlichen Namens und Wappens erhielt. Gustav Karl von der Marwitz, der natürliche Sohn des preußischen Generalleutnants Gustav Ludwig von der Marwitz aus dem Haus Friedersdorf, erhielt am 5. November 1791 zu Berlin eine preußische Adelslegitimation, ebenfalls unter Beilegung des väterlichen Namens und Wappens.

## Wappen

### Familienwappen
Das Wappen zeigt in Blau einen aufgerichteten, ausgerodeten, natürlichen Baumstamm, der oben nach außen schräg in zwei gestümmelten Ästen ausgeht, die je drei goldene Blätter tragen. Auf dem Helm zwischen zwei schwarzen Flügen eine wachsende blau-gekleidete Jungfrau mit langen goldenen Haaren, mit beiden Händen einen grünen Kranz emporhebend. Die Helmdecken sind blau-golden. Für das frühe 17. Jahrhundert ist eine abweichende Variante der Helmzier belegt: zwei geharnischte Arme, die gemeinsam drei grüne Kleeblätter emporhalten.

### Wappensage
Die Herren von der Marwitz führen in ihrem Wappen einen Baum und als Helmzier das Brustbild einer Jungfrau. Eine Sage berichtet, dass einst, als das ganze Geschlecht der Marwitz bis auf eine Jungfrau ausgestorben war, diese sich mit der Bitte an den Kaiser wendete, er möge erlauben, dass ihr Verlobter ihren Namen und ihr Wappen annehme. Der Kaiser gestattete es, nur musste er sich statt von Marwitz, von der Marwitz nennen.

### Historische Wappenabbildungen

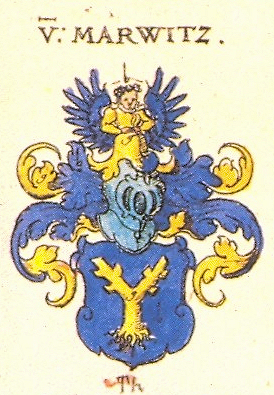
Wappen in Siebmachers Wappenbuch von 1605
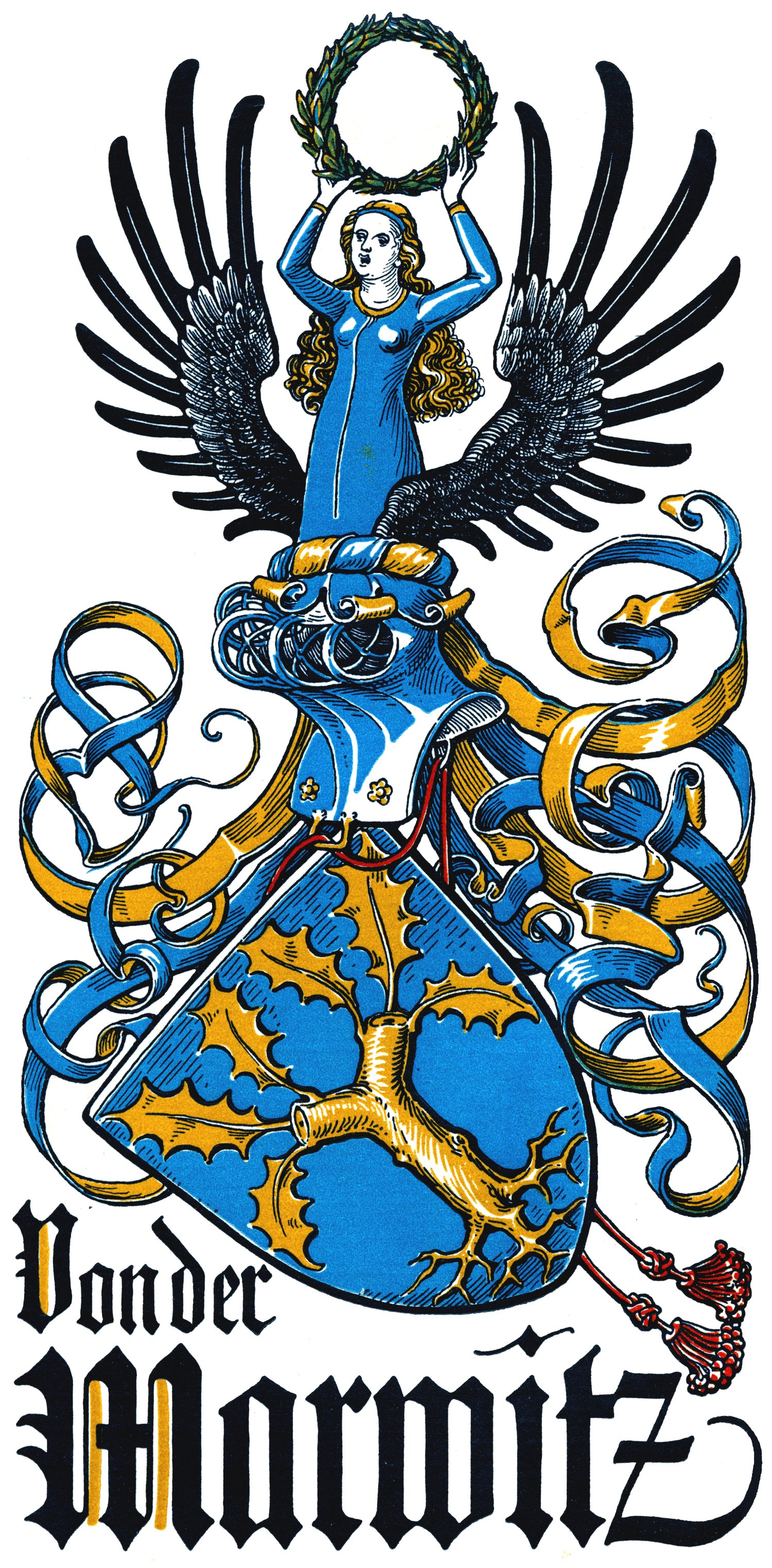
Wappengrafik von Otto Hupp im Münchener Kalender von 1916

## Bedeutende Namensträger
Allein von der Mitte des 17. bis zum Anfang des 19. Jahrhunderts haben „einige hundert Offiziere“ aus der Familie v.d. Marwitz in brandenburgischen bzw. preußischen Diensten gestanden, entsprechend militärlastig ist die folgende Aufstellung:
| Namensträger                                      | *       | †    | Bemerkung |
| ------------------------------------------------- | ------- | ---- | --- |
| Adelheid von der Marwitz                          | 1894    | 1944 | Diakonissenoberin und Widersacherin der NS-Diktatur |
| Alexander von der Marwitz                         | 1787    | 1814 | preußischer Offizier |
| Alexander Magnus von der Marwitz                  | 1668    | 1726 | preußischer Generalmajor |
| Behrendt Friedrich August von der Marwitz         | 1740    | 1793 | preußischer Kammerherr und Hofmarschall |
| Bernd von der Marwitz                             | 1661    | 1726 | preußischer Generalmajor |
| Bernhard von der Marwitz                          | 1824    | 1880 | preußischer Landrat und Politiker |
| Bodo von der Marwitz                              | 1893    | 1982 | Politiker, Gutsbesitzer und Ehrenkommendator des Johanniterordens |
| Christian August von der Marwitz                  | 1736    | 1800 | preußischer Generalmajor |
| Christa von der Marwitz                           | 1918    | 2015 | Dolmetscherin und Autorin, Politikerin |
| David von der Marwitz                             | 1649    | 1707 | preußischer Generalmajor |
| Eugen Louis Hermann von der Marwitz               | 1853    | 1916 | preußischer Landstallmeister und Gestütsdirektor Beberbeck |
| Friedrich August Ludwig von der Marwitz           | 1777    | 1837 | preußischer Generalleutnant und Politiker |
| Friedrich Wilhelm von der Marwitz                 | 1639    | 1716 | preußischer Generalmajor und Kommandant der Festung Oderberg |
| Friedrich Wilhelm Siegmund von der Marwitz        | 1726    | 1788 | preußischer Generalmajor |
| Georg von der Marwitz                             | 1856    | 1929 | preußischer General der Kavallerie |
| Georg Wilhelm von der Marwitz                     | um 1723 | 1759 | genannt der schwarze Marwitz und der schöne Marwitz; preußischer Major und Quartiermeister sowie Favorit König Friedrichs II. von Preußen und Prinz Heinrichs von Preußen |
| Gustav Ludwig von der Marwitz                     | 1730    | 1797 | preußischer Generalleutnant |
| Hans-Georg von der Marwitz                        | 1961    |      | Landwirt, Abgeordneter im Deutschen Bundestag und Vorsitzender der CDU-Fraktion im Kreistag Märkisch-Oderland                                                             |
| Heinrich Karl von der Marwitz                     | 1680    | 1744 | preußischer General der Infanterie |
| Hermann von der Marwitz                           | 1814    | 1885 | Rittergutsbesitzer und Mitglied des Preußischen Abgeordnetenhauses |
| Joachim von der Marwitz                           | 1603    | 1662 | brandenburgischer Hofbeamter und Soldat |
| Johann Friedrich Adolf von der Marwitz            | 1723    | 1781 | preußischer Generalmajor |
| Kaspar Heinrich von der Marwitz                   | 1865    | 1945 | preußischer Landrat, Generaldirektor der Landesfeuersozietät der Provinz Brandenburg                                                                                      |
| Kurt August von der Marwitz                       | 1737    | 1808 | preußischer Generalmajor |
| Kurt Hildebrand von der Marwitz                   | 1641    | 1701 | kurbrandenburgischer Generalleutnant und Gouverneur von Küstrin |
| Oskar von der Marwitz                             | 1848    | 1920 | preußischer Generalmajor |
| Otto Sigismund Albrecht Alexander von der Marwitz | 1746    | 1819 | preußischer Generalmajor |
| Peter-Alexander von der Marwitz                   | 1955    |      | deutscher Politiker (PDS, Partei Rechtsstaatlicher Offensive, Zentrum) |
| Ralf von der Marwitz                              | 1888    | 1966 | deutscher Vizeadmiral und Marineattaché |
| Robert von der Marwitz                            | 1837    | 1897 | preußischer Landrat des Kreises Lyck |
| Siegmund von der Marwitz                          | 1586    | 1660 | brandenburgischer Hofbeamter |
| Theodorich von Marwitz                            | ?       | 1690 | brandenburgischer Konsistorialrat |
| Walter von der Marwitz                            | 1880    | 1945 | preußischer Verwaltungsjurist, Landrat des Kreises Stolp |
| Wilhelmine Dorothee von der Marwitz               | 1718    | 1787 | Mätresse des Markgrafen Friedrich von Brandenburg-Bayreuth und Wiener Salonniere                                                                                          |
| der Schwarze Marwitz                              |         | 1759 | |

## Weitere Literatur
- Otto Hupp: Münchener Kalender 1916. Buch und Kunstdruckerei, München, Regensburg 1916.
- Friedrich August Ludwig von der Marwitz, Marcus von Niebuhr: Aus dem Nachlasse Friedrich August Ludwig’s von der Marwitz auf Friedersdorf. Erster Band. E. S. Mittler und Sohn, Berlin 1852 (Digitalisat).